# Lee Jackson (Bluesmusiker)
Warren George Harding Lee (* 18. August 1921 in Gill, Arkansas, USA; † 1. Juli 1979 in Chicago, Illinois, USA), bekannt als Lee Jackson, war ein US-amerikanischer Bluesmusiker (Gitarre, Bass, Gesang) und Songwriter. Obwohl er eine Reihe von Aufnahmen unter seinem eigenen Namen veröffentlichte, ist er vor allem für seine Beteiligung an Aufnahmen anderer Bluesmusikern bekannt.

## Biografie
Jackson wurde 1921 in Arkansas geboren. In seiner Jugend wurde er musikalisch von seinem Onkel Alf Bonner und seiner Tante Cora beeinflusst, die ihre eigene Jug-Band hatten. Das Paar betrieb ein Straßencafé zwischen Helena (Arkansas) und Memphis (Tennessee), in dem regelmäßig Bluesmusiker aus den Nachbarstaaten auftraten. Jackson trat mehrere Jahre mit der Bonner’s Jug Band auf. Danach machte er sich als reisender Musiker selbstständig und spielte in Memphis, dann quer durch Florida und in St. Louis (Missouri), bevor er schließlich um 1950 in Chicago blieb.
Jacksons Arbeit in den örtlichen Bluesclubs, neben seinem Broterwerb in den Fabriken Chicagos, verschaffte ihm Mitte der 1950er Jahre die Möglichkeit, sowohl bei Chess als auch bei Vee-Jay Records Aufnahmen zu machen, die jedoch nicht veröffentlicht wurden. Im Februar 1957 wurde schließlich eine weitere Aufnahme, ein Cover von Willie Dixons Fishin’ in My Pond, bei Cobra Records herausgebracht.
1961 veröffentlichte Lee Jackson die Single Please Baby / Juanita auf Key Hole Records. Seine eigenen Aufnahmen waren nicht erfolgreich, aber Jackson arbeitete regelmäßig als Sessionmusiker. Seinen ersten großen Studioauftrag erhielt er für Roosevelt Sykes’ Album Roosevelt Sykes Sings The Blues (1962), zusammen mit Willie Dixon (Bass), Armand „Jump“ Jackson (Schlagzeug) und Sax Mallard (Tenorsaxophon). Im folgenden Jahr wechselte Jackson zur Bassgitarre bei Billy Boy Arnolds More Blues on the South Side. Jackson spielte Bassgitarre auch auf vier weiteren Alben, die zwischen 1964 und 1966 von Homesick James, Johnny Shines, J. B. Hutto und Otis Spann aufgenommen wurden. Im Februar 1966 spielte Jackson Gitarre für Little Walter bei den Aufnahmen der Titel Back In The Alley, I Feel So Bad und Chicken Shack. Bei J. B. Huttos Hawk Squat (1968) spielte Jackson die Rhythmusgitarre.
1969 lieferte Jackson die Bassgitarre für die Hälfte der Tracks von Johnny Shines with Big Walter Horton sowie für die Single Watch Out von Hound Dog Taylor. 1970 nahm Jackson am American Folk Blues Festival teil und zwei seiner Aufnahmen von dieser Veranstaltung erschienen auf der darauffolgenden Albumveröffentlichung. In den frühen 1970er Jahren spielte Jackson Gitarre bei den Liveaufnahmen zu Big Boss Men von Willie Dixon und Jimmy Reed, und er gehörte zur Rhythmusgruppe bei J. B. Huttos Slidewinder (Delmark Records, 1973).
Jackson nahm 1973 sein einziges Soloalbum Lonely Girl für BluesWay Records auf. Er schrieb alle Titel des Albums, zu dem auch Carey Bell (Mundharmonika) beitrug. 1975 veröffentlichte Jackson den Instrumentaltitel Apallo 17 (sic) bei C.J. Records; 1971 hatte er für Bea & Baby Records einen Titel namens Apollo 15 aufgenommen, der jedoch unveröffentlicht blieb. Zu dieser Zeit spielte Jackson Bass als Teil der Chicago All-Stars-Gruppe von Willie Dixon. Jackson schrieb drei der von Lacy Gibson aufgenommenen Songs, darunter Chicago Women und Dirty Old Man, für Gibsons Album Crying for My Baby (1977). Im selben Jahr nahm Jackson mit dem Produzenten Ralph Bass Material für ein weiteres Albums auf, das nicht veröffentlicht wurde, jedoch erschienen einzelne Titel auf späteren Kompilationen. Gegen Ende des Jahrzehnts spielte Jackson häufiger in Bluesclubs der Chicago North Side und knüpfte so Kontakte zu einer jüngeren Klientel.
Während eines Familienstreits wurde Lee Jackson tödlich angeschossen und starb am 1. Juli 1979 in Chicago.